# 千曲川のスケッチ
『千曲川のスケッチ』（ちくまがわのスケッチ）とは、島崎藤村の写生文である。
藤村が小諸義塾に赴任した際に、小諸を中心とした千曲川一帯の自然やそこに住む人々の暮らしを鮮やかに描写したもの。のち『中学世界』に1911年（明治44年）6月号から9月号に連載し、翌年12月に刊行された。藤村が詩から散文へと表現法を移行する中間点にある作品。

## 作品解説
1899年（明治32年）4月、藤村は木村熊二の主催する小諸義塾の教師として長野県小諸町へ赴任した。この間に、ラスキンに影響され、美術に用いられる写生を散文に応用しようと試みた。こうして小諸で過ごした1年間を描いたのが「千曲川のスケッチ」で、藤村が詩から散文へと移っていく流れを考察する上で重要な作品である。
1911年（明治44年）、これを『中学世界』に発表するにあたり、藤村自らが読者のために選び、吉村樹（藤村が年少時に寄宿した吉村忠道の子）へ呼びかけるという形で連載した。そして「はしがき」をつけて刊行されたものが、現在読むことのできる『千曲川のスケッチ』である。

## 舞台
1899年（明治32年）に藤村が移住した小諸が舞台になっている。作品に登場する一膳めし屋の「揚羽（あげは）屋」は藤村が足しげく通った店で豆腐やうどんを食べたことが随筆に記されている。揚羽屋は一膳めし屋として1885年（明治18年）の創業から6人の経営者が経営を引き継いだが一膳めし屋は2016年4月で閉店。その後、店舗は改修され、揚羽屋は2021年からカフェ兼宿泊施設となっている。